# Señor Blues
"Señor Blues" é uma composição de Horace Silver. A versão original, gravada pelo quinteto de Silver, foi gravada em 10 de novembro de 1956 e se tornou  um jazz standard.

## Composição
"'Señor Blues' é uma peça 12/8 latina com um sabor sombrio e exótico que lembra outros compositores de jazz tais como Duke Ellington. Os dois primeiros acordes são em mi bemol menor e  B7, lembrando (não se sabe se conscientemente ou não) um dos gestos harmônicos preferidos de Ellington."

## Gravação original
A peça musical foi primeiramente gravada em 10 de novembro de 1956, pelo grupo Horace Silver Quintet, com Silver (piano), Hank Mobley (saxofone  tenor), Donald Byrd (trompete), Doug Watkins (baixo) e Louis Hayes (bateria). Scott Yanow comentou que "'Señor Blues' oficialmente colocou Horace Silver no mapa". Fez parte do álbum 6 Pieces of Silver lançado pela Blue Note Records. A faixa foi um sucesso menor na época do lançamento no formato 7" em 45-rpm.

## Outras versões
Silver, mais tarde escreveu letra para a composição, que foi primeiramente gravada pelo grupo de Silver e Bill Henderson nos vocais em 1958.